# Jerzy Kazimierz Jurzyc
Jerzy Kazimierz Jurzyc herbu Ślepowron odmienny – chorąży lidzki w latach 1649–1650, wojski lidzki w latach 1640–1651, pułkownik królewski.
W 1648 roku był elektorem Jana II Kazimierza Wazy z województwa brzeskolitewskiego i z województwa wileńskiego.